# Rio Boişoara (Pleaşa)
O Rio Boişoara é um rio da Romênia afluente do Rio Pleaşa, localizado no distrito de Sibiu.